# 罗克士·潘尼
罗克士·潘尼（Roxy Paine）是美国当代雕塑家。

## 生平
罗克士·潘尼1966年生于纽约，曾在新墨西哥州的圣达菲学院和纽约的普瑞特艺术学院学习。从1990年起，潘尼的作品在全世界范围内展出并被众多国际知名博物馆和艺术机构收藏，比如：荷兰蒂尔堡的德蓬当代艺术博物馆、华盛顿特区的赫希杭博物馆和雕塑园、耶路撒冷的以色列博物馆，纽约的现代美术馆、加利福尼亚州旧金山现代艺术博物馆以及纽约的惠特尼美术馆。他的树状雕塑出现在众多美术馆和基金会的展厅里，比如西雅图的奥林匹克雕塑公园，瑞典的瓦纳斯基金会（Wanas Foundation），西班牙的NMAC基金会，以及密苏里州的圣路易斯艺术博物馆。目前，潘尼居住和工作在纽约的布鲁克林及特雷德韦尔。